# 別れる決心
『別れる決心』（わかれるけっしん、原題：헤어질 결심、英題：Decision to Leave）は、2022年に公開された韓国のサスペンス映画。監督はパク・チャヌク、主演はタン・ウェイ、パク・ヘイル。第75回カンヌ国際映画祭にて監督賞を受賞した。

## あらすじ
不眠症である刑事のヘジュンは、ある転落事件で被害者の妻であるソレと出会う。ソレは被害者の妻であると同時に事件の容疑者となり、ヘジュンは彼女を監視するが、次第に2人は惹かれ合っていく。

## キャスト
| 役名                              | 俳優             | 日本語吹替     |
| --------------------------------- | ---------------- | -------------- |
| ソン・ソレ （被害者の妻）         | タン・ウェイ     | 沢城みゆき     |
| チャン・ヘジュン （刑事）         | パク・ヘイル     | 諏訪部順一     |
| アン・ジョンアン （ヘジュンの妻） | イ・ジョンヒョン | 行成とあ       |
| オ・スワン （ヘジュンの部下）     | コ・ギョンピョ   | 武内駿輔       |
| キ・ドス                          | ユ・スンモク     | 山岸治雄       |
| イム・ホシン                      | パク・ヨンウ     | 山野井仁       |
| ヨ・ヨンス                        | キム・シニョン   | 村中知         |
| ヘドン                            |                  | 野路ももこ     |
| ホン・サノ                        | パク・ジョンミン | 峰晃弘         |
| チョルソン                        | ソ・ヒョヌ       | いとうさとる   |
| ミジ                              | チョン・イソ     | 櫻庭有紗       |
| ジグ                              | イ・ハクジュ     | 虎島貴明       |
| ガイン                            | チョン・ハダム   | 松本沙羅       |
| イ主任                            |                  | 川原元幸       |
| 女性医師                          |                  | 渡辺ゆかり     |
| 室長                              |                  | 今泉葉子       |
| 局長                              |                  | 相馬康一       |
| 男性医師                          |                  | 内野孝聡       |
| コビン                            | アン・ソンボン   | 星祐樹         |
|                                   |                  |                |
| 翻訳                              | 翻訳             | 朴理恵         |
| 演出                              | 演出             | 安江誠         |
| 日本語版制作                      | 日本語版制作     | グロービジョン |